# 涼川鈴
涼川鈴（日语：／ Suzukawa Rin），日本漫畫家。性別未公開。另一個名義是。

## 來歷、人物
2010年，以（收錄於單行本《Gogh-Chan》）發表於《增刊YOUNG GANGAN》vol.08首次亮相。在2015年開始連載的《來玩遊戲吧》中，插圖與作品內容之間的差距成為熱門話題，被稱為「浪費繪畫技巧的No.1作家」。

## 作品列表

### 連載作品
- Gogh-Chan（日语：ゴッホちゃん）—名義。
- 來玩遊戲吧（《Young Animal》（白泉社）2016年23號—2022年22號）
- 莎士比亞的宿醉劇場[2]—名義。
- 異類的天堂（《漫畫ACTION》（雙葉社）2023年11號—）

### 單行本
- Gogh-Chan（日语：ゴッホちゃん）（史克威爾艾尼克斯）—名義。
- （雙葉社〈ACTION COMICS〉，全2冊／完整版全1冊）
- 來玩遊戲吧（白泉社〈Young Animal Comics〉，全15冊）
- 莎士比亞的宿醉劇場（KADOKAWA〈MediaWorks文庫〉，已出版1冊（電子書籍））—名義。
- 異類的天堂（雙葉社〈ACTION COMICS〉，已出版2冊）

### 其它
- 黃金拼圖Thank you!!（應援評論）[3]

## 腳註

## 外部連結
- 涼川鈴的X（前Twitter） （日語）
- 涼川鈴的Instagram帳戶 （日語）